# 天风证券
天风证券股份有限公司（上交所：601162），简称天风证券，前身是2000年创建于四川省的天风证券经纪有限责任公司，2008年，天风证券注册地址迁至湖北省武汉市，2012年，天风证券完成股份改制，更名为天风证券股份有限公司。目前，天风证券拥有证券行业全牌照业务资格的全国性综合型券商。在证监会公布的2016年证券公司分类结果中，天风证券被评为BBB级。
2018年6月17日，天風証券以每股5.76人民幣，斥資45.14億人民幣收購恆泰證券（又稱恆投證券）7.81億股內資股，占其已發行股份的29.99%，收購完成後天風証券將成為恆泰證券第一大股東。
2021年7月24日，中国证券监督管理委员会发布《2021年证券公司分类结果》，其中天风证券被评为A级，与2020年持平。

## 处罚与风险事件
2016年10月12日，因在业务流程管理系统中擅自修改财报审计基准日期，天风证券收到全国中小企业股份转让系统的监管函。